# Proctophanes scrubensis
Proctophanes scrubensis är en skalbaggsart som beskrevs av Zdzisława Stebnicka och Henry Fuller Howden 1995. Proctophanes scrubensis ingår i släktet Proctophanes och familjen Aphodiidae. Inga underarter finns listade i Catalogue of Life.